# Paul Hahnemann
Pour les articles homonymes, voir Hahnemann.
Paul Hahnemann, né le 19 avril 1853 à Erfurt et mort le 18 janvier 1933 à Prilly, est un musicien vaudois, directeur de chœur, pianiste et enseignant.

## Biographie
Paul Theodor Traugott Hahnemann prend des leçons de piano dès l'âge de cinq ans avec Joseph Golde, chef de l'Orchestre symphonique et du chœur mixte d'Erfurt. En 1872, il entre au Conservatoire de Leipzig où il suit les enseignements de Ernst Friedrich-Eduard Richter pour la théorie et le contrepoint, Heinrich Panofka pour le chant, et Carl Reinecke pour le piano.
Après avoir achevé sa formation musicale en 1876, il accepte le poste de professeur de musique à l'institut de Paul Vodoz à la Villette près d'Yverdon-les-Bains. En 1883, Paul Hahnemann quitte Yverdon pour Lausanne et prend la direction du Chœur de la Société du chant sacré de l'église de Villamont et enseigne le piano à l'Institut de musique, futur Conservatoire de Lausanne. Durant cette même période, il dirige la section de chant de l'Union chrétienne de jeunes gens et occupe le poste d'organiste à l'église écossaise de Lausanne. En 1892, Paul Hahnemann devient bourgeois de la ville de Lausanne et accède à la nationalité suisse.
Protestant engagé, Paul Hahnemann collabore à la réalisation du Psautier Laufer, édité en 1926, pour lequel il compose trois cantiques. Il côtoie Alexandre Denéréaz, ancien organiste de l'église de Saint-François à Lausanne, avec lequel il travaille régulièrement. De nombreux musiciens figurent parmi ses amis proches, dont les pianistes Robert Gayrhos et Carl Eschmann-Dumur. Curieux et indépendant d'esprit, Paul Hahnemann est également un improvisateur très doué et un compositeur à part entière. Son style romantique s'inspire de Schumann, de Chopin ou encore de Brahms, dont il fait la connaissance à Bâle.
Paul Hanhnemann passe les dernières années de sa vie à Prilly où il meurt le 18 janvier 1933.

## Sources
- « Paul Hahnemann », sur la base de données des personnalités vaudoises sur la plateforme « Patrinum » de la Bibliothèque cantonale et universitaire de Lausanne.
- Jean-Louis Matthey, Paul Hahnemann : Note biographique et Catalogue des œuvres, Lausanne, Bibliothèque cantonale et universitaire, 1993, p. 4-6